# СКИФ (баскетбольный клуб)
СКИФ — российский женский баскетбольный клуб из Москвы, основанный на базе спортивного клуба СКИФ (г. Москва, Семёновский переулок, 15). Лучшим достижением команды является 8-е место в чемпионате России сезона 2001/02, участник Кубка Ронкетти в сезоне 1999/2000. Президентом клуба был Сергей Колотнев.

## История
История команды развивалась очень стремительно, в первом же сезона она занимает 1-е место в Дивизионе «Б» Высшей лиги (3-й по ранжиру турнир), в следующем году (1999/2000) она занимает 2-е место в Дивизионе «А» Высшей лиги и получает право выступать в элитном российском дивизионе. Также в этом сезоне СКИФ заявился на участие в Кубок Ронкетти, впервые в нём участвовал российский клуб из 2-го дивизиона, правда, выступала команда неудачно: 4 игры — 4 поражения.
В первом же сезоне Суперлиги (2000/01) команда произвела фурор, заняв 8-е место среди 18 команд. Следующий сезон в элите (2001/02), он же и последний, стал закатом команды. СКИФ в общем итоге мог бы занять 13-е место, но в последнем туре клуб не прибыл в Челябинск на игру со «Славянкой», и по решению Директората РФБ команде засчитали технические поражения, а также присуждение последнего, 19-го места в итоговой таблице. В том сезоне клуб ещё запомнился своеобразным рекордом, домашние игры он проводил на 4 (!) различных площадках: спортзал СДЮСШОР «Тринта», УСК «ЦСКА», УСЗ «Дружба», СК «Братеево». Имели место случаи, когда при спаренных матчах с «Динамо» (Москва) и «Вологдой-Чевакатой», серию из 2 игр приходилось проводить в разных спортзалах.
На сезон 2002/03 команда не заявилась.

## Известные игроки
- Екатерина Демагина
- Ольга Сперанская
- Наталья Халтурина
- Ольга Горохова